# Râmeshvar Jhâ
 (décembre 2017).
Pour les articles homonymes, voir Jha.
Râmeshvar Jhâ, ou Âchârya Râmeshvar Jhâ (en hindi : आचार्य रामेश्वर झा), né en 1895 et mort le 12 décembre 1981, est un savant sanskrit traditionnel, considéré comme une autorité en philosophies Nyaya, Vyakarana, et Vedanta. Il devint plus tard un adepte du Shivaïsme tantrique non-dualiste et propagea le Shivaïsme du Cachemire là où il vivait, à Vârânasî.

## Biographie
Les parents de Râmeshvar Jhâ étaient des brahmanes. En 1933, Râmeshvar Jhâ obtient des places dans de nombreux collèges de sanskrit. En 1940, il crée une maison d'édition.